# Директива 2007/60/ЕС
Директива 2007/60/ЕС, также известна как Директива 2007/60/ЕС Европейского парламента и совета Европейского союза от 23 октября 2007 года «об оценке и управлении рисками, связанными с наводнениями» (англ. Directive 2007/60/EC of the European Parliament and of the Council of 23 October 2007 on the assessment and management of flood risks) — нормативный акт, которым регулируется порядок оценки и управления рисками, связанными с наводнениями. Документ был принят 23 октября 2007 года в Брюсселе Европарламентом и Советом и вступил в силу 6 ноября 2007 года.

## История создания
События начала 90-х и 2002 года, когда крупнейшее за сто лет наводнение нанесло суммарный ущерб в один миллиард долларов таким государствам, как Чехия, Австрия, Германия, Словакия, Польша, Венгрия, Румыния и Хорватия, ускорили разработку Евросоюзом мер по противодействию такого рода стихии. После этих событий в Совете Европы начались работы по созданию нормативного акта, которым бы регулировались меры предупреждения, субсидирование государствами мер по предотвращению или ликвидации последствий наводнений.
Принятию Директивы 2007/60/ЕС предшествовала разработка и утверждение ряда нормативных актов, среди которых были: Конвенция о защите Балтийского моря (HELCOM Convention), Черноморская конвенция, Конвенция о защите северо-восточной части Атлантического океана (OSPAR Convention) и Конвенция об охране Средиземного моря (Барселонская конвенция).

## Характеристика документа

### Структура
- Преамбула (Whereas, состоит из п[5].1-25);
- Глава I. Oбщие положения (Chapter I General provisions, состоит из С[6].1-3);
- Глава II. Предварительная оценка рисков наводнений (Сhapter II Preliminary flood risk assessment, состоит из С. 4,5);
- Глава III. Kарты потенциально затопляемых зон и карты рисков наводнений (Chapter III Flood hazard maps and flood risk maps, состоит из С.6);
- Глава IV. Планы управления рисками наводнений (Сhapter IV Flood risk management plans, состоит из С.7,8);
- Глава V. Соотношение с Директивой 2000/60/ЕС, публичная информация и консультации (Chapter V Coordination with directive 2000/60/EC, public information and consultation, состоит из С.9,10);
- Глава VI. Правоприменительные меры и изменения (Chapter VI Implementing measures and amendments, состоит из С.11, 12);
- Глава VII. Переходные меры (Сhapter VII Transitional measures, состоит из С.13)
- Глава VIII. Пересмотры, отчеты и заключительные положения (Chapter VIII Reviews, reports and final provisions, состоит из С.14-19):
- Приложения A. Планы управления рисками наводнений (Аnnex A Flood risk management plans)[7][8].

### Задачи
Предметом Директивы  2007/60/ЕС является регулирование отношений государствами-членами ЕС в сфере предотвращения и сокращения негативных последствий наводнения в пострадавших районах, а также разработки плана управления рисками, связанными со стихийным бедствием. Усилия государств-членов ЕС должны быть направлены на пропорциональное распределение обязанностей, мер, касающихся управления рисками наводнений, должны быть применены совместно для общего блага. При этом статья 1 говорит, что целью настоящей Директивы является разработка плана мер по оценке и управлению рисками наводнений, направленного на сокращение негативных последствий для здоровья людей, окружающей среды, культурного наследия и экономической деятельности, вызванных наводнениями в Сообществе (Евросоюзе).